# Sceau du Minnesota
Le grand sceau de l'État du Minnesota est l'insigne que le secrétaire d'État du gouvernement appose sur les textes et les documents pour les rendre officiels.

## Description
Le sceau symbolise différents aspects l'histoire et la culture minnésotaine, notamment le développement de l'industrie liée aux chutes de Saint Anthony, l'héritage des Amérindiens dans l'État, l'importance des industries du bois et de l'agriculture, ainsi que l'apprivoisement de la nature sauvage par les premiers pionniers de l'État.

## Histoire
Un sceau pour le territoire du Minnesota a été adopté en 1849 et approuvé par le gouverneur Alexander Ramsey et par la législature territoriale. Lorsque le Minnesota est devenu un État, le 11 mai 1858, il n'y avait pas de sceau officiel et, selon la loi, aucun acte officiel ne pouvait être entrepris sans lui. Le sceau territorial a été utilisé en guise de sceau jusqu'à ce que le gouverneur Henry Hastings Sibley commença à utiliser un nouveau design. Lorsque le législateur n'a pas approuvé la conception du gouverneur Sibley, il a apporté quelques modifications, et notamment changer la devise d'origine latine en français « L'Étoile du Nord », ce qui rend le Minnesota North Star State. En 1861, le législateur adopte le nouveau design, ce qui en fit le sceau officiel de l'État.
Par la suite, il est modifié à plusieurs reprises, notamment en 1971 et 1983.

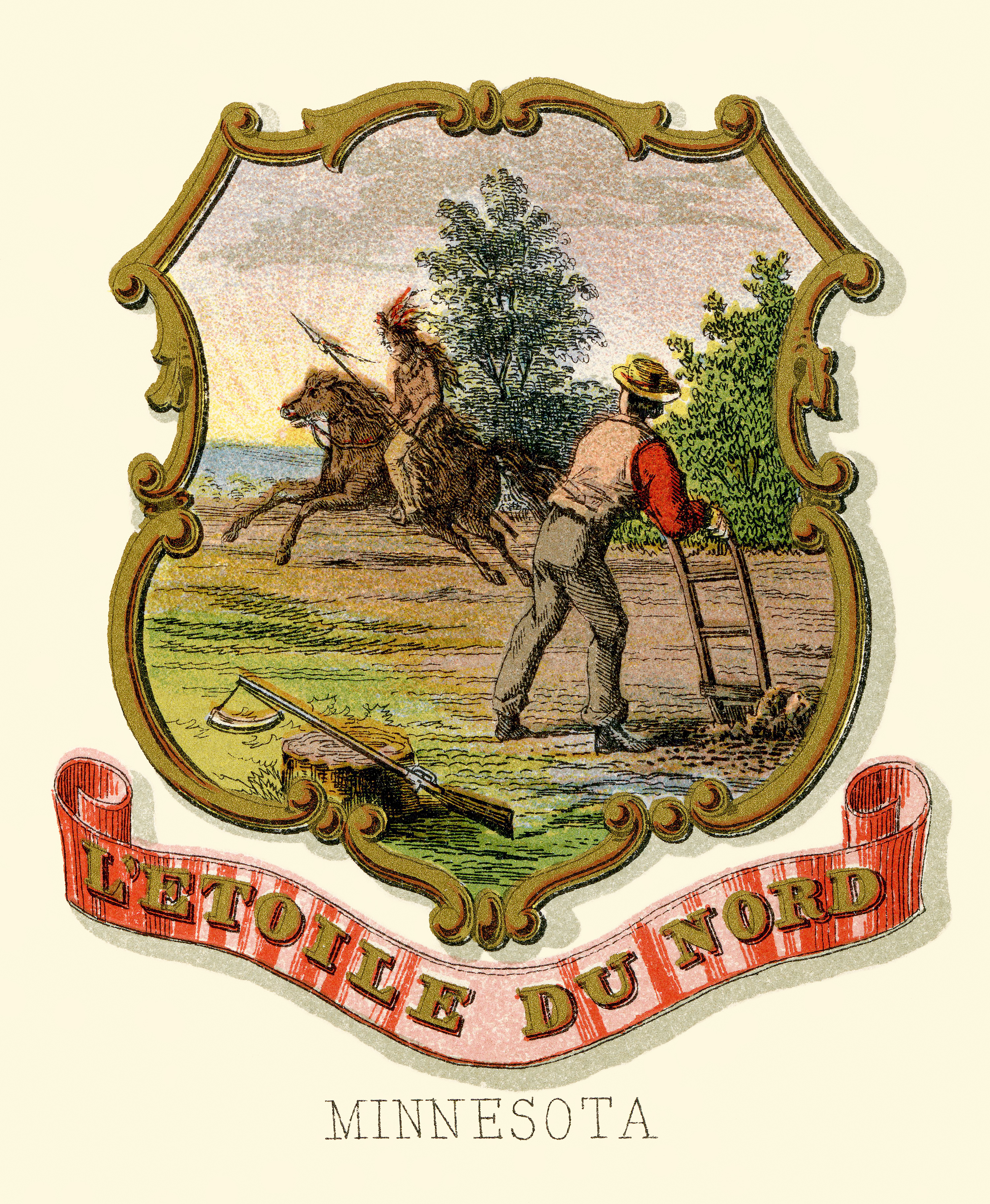
Armoiries illustrées de 1876.
Sceau de 1858 à 1971.
Sceau de 1983 à 2024.

### Critiques et refonte du sceau

Nouveau blason du Minnesota à partir de 2024.

Au cours des dernières décennies, le sceau et le drapeau ont suscité des critiques, notamment de la part des groupes autochtones, pour leur représentation des relations entre les colons blancs et les Amérindiens. La représentation d'un colon européen labourant son champs, son fusil posé contre une souche, tandis qu'à l'arrière-plan un Amérindien part à cheval vers le soleil couchant, est interprété comme l'expulsion des Autochtones de leurs terres.
En réponse à ces préoccupations, la législature du Minnesota créé en mai 2023 la State Emblems Redesign Commission pour modifier les emblèmes officiels de l'État.
Le 5 décembre 2023, elle choisit à l'unanimité un dessin de Ross Bruggink qui représente un huard, l'oiseau de l'État du Minnesota, l'Étoile polaire et qui a pour thème la nature du Minnesota. Le sceau contient également la phrase en langue Dakota « Mni Sóta Makoce » qui peut être traduite par « la contrée où les eaux reflète le ciel ». S'il est approuvé par le Parlement, le nouveau sceau remplacera l'actuel d'ici lors du jour de la création de l'État (11 mai), en 2024.